# Aftermath Entertainment
L'Aftermath Entertainment è un'etichetta discografica statunitense, specializzata in musica hip hop e fondata da Dr. Dre nel 1996. Opera come una sussidiaria della Universal Music Group, attraverso la Interscope Records.

## Storia dell'azienda
Subito dopo aver lasciato la guida della Death Row Records, Dr. Dre fondò la Aftermath Entertainment. La Interscope Records lo aiutò a distribuire nel 1996 l'album Dr. Dre Presents the Aftermath, sotto questa etichetta. In passato aveva scritturato anche Dawn Robinson, ex cantante degli En Vouge. Dopo lo scioglimento dei The Firm, Dr. Dre segnalò Eminem a Jimmy Iovine, capo della Interscope. Così Eminem firmò per entrambi e pubblicò nel 1999 The Slim Shady LP. Con la Aftermath, Dr. Dre ha prodotto anche i lavori di 50 Cent.

Altri importanti artisti Aftermath sono stati il cantante R&B Truth Hurts, l'MC underground The Last Emperor, i rapper West Coast Hittman e King Tee e il veterano Rakim. Per problemi legali Truth Hurts ha lasciato l'etichetta, mentre Rakim se n'è andato dopo che il suo album di ritorno non è stato pubblicato per problemi di produzione. Gli altri se sono andati per motivi simili. Più di recente Scott Storch, Hi-Tek, Mike Elizondo, Denaun Porter, Mel-Man e Sha Money XL sono stati produttori affiliati con la Aftermath. 

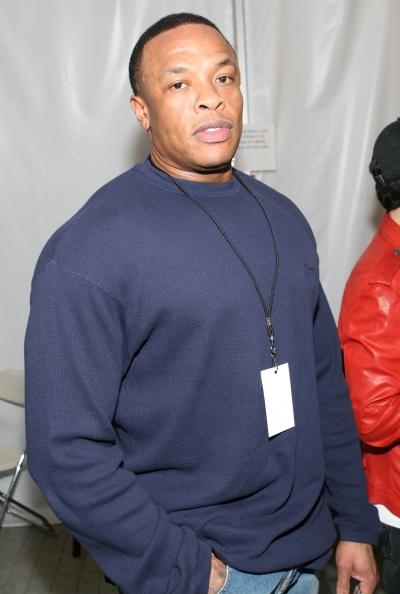
Dr. Dre, il fondatore dell'Aftermath Entertainment.

Dr. Dre collaborò nel 2004 con The Game, e poi lo scritturò sotto una joint-venture con la G-Unit Records di 50 Cent. Dopo che nel 2005 era uscito il primo album di The Game iniziò uno screzio con 50 Cent, e il rapper fu costretto ad andarsene per evitare ulteriori tensioni con la Aftermath. Da allora The Game collabora con la Geffen Records.

## Artisti sotto contratto
La Interscope Records conferma che Dr. Dre, Eminem,  Busta Rhymes, Eve e Kendrick Lamar sono gli artisti ufficialmente sotto contratto con la Aftermath. Altri importanti musicisti in etichetta sono Raekwon, Bishop Lamont, G.A.G.E., Joell Ortiz e Marsha Ambrosius. 50 Cent è uscito dall'etichetta nel 2014, così come Stat Quo.